# Miss Universo 2025
Miss Universo 2025, la 74.ª edición del concurso Miss Universo, se llevará a cabo en el Impact Arena en Pak Kret (Tailandia) el 21 de noviembre de 2025. Victoria Kjær Theilvig de Dinamarca coronará a su sucesora al final del evento.

## Antecedentes

### Sede y fecha
El 16 de noviembre de 2024, después de Miss Universo 2024, Raúl Rocha Cantú, propietario de Legacy Holding Group USA Inc., anunció una lista de países posibles para albergar el concurso: Argentina, Costa Rica, España, India, Marruecos, República Dominicana, Sudáfrica y Tailandia. Posteriormente, el 6 de febrero de 2025, se actualizó la lista, eliminando a Argentina, India y Marruecos, y agregando a Filipinas y Nigeria como nuevas opciones, quedando la lista con los siguientes países: Costa Rica, España, Filipinas, Nigeria, República Dominicana, Sudáfrica y Tailandia. Al día siguiente, se anunció que se llevará a cabo en Tailandia en el Impact Arena de Pak Kret el 21 de noviembre de 2025. Esto marcará la cuarta vez que el país sea sede del concurso, después de haberlo sido en 1992, 2005 y 2018.

### Selección de candidatas

#### Debuts, regresos y retiros
Esta edición marcará el debut de Arabia Saudita, Mozambique y Palestina, además del regreso de Kosovo, Panamá y Sudáfrica, que compitieron por última vez en 2023, Haití que participó por última vez en el 2022, y Eslovenia e Irak que compitieron por última vez en 2017.
El 21 de julio de 2025, el programa de telerrealidad Miss Universe Latina, el reality seleccionó a la primera Miss Latina, candidata representante de los hispanos y latinos estadounidenses, título ganado por Yamilex Hernández, de origen dominicano.

## Candidatas
Las candidatas confirmadas son:
| País/Territorio       | Candidata              | Edad | Procedencia             |
| --------------------- | ---------------------- | ---- | ----------------------- |
| Albania               | Flavia Harizaj         | 25   | Fier                    |
| Alemania              | Diana Fast             | 32   | Hamburgo                |
| Angola                | Maria Cunha            | 22   | Luanda                  |
| Argentina             | Aldana Masset          | 25   | Valle María             |
| Aruba                 | Hannah Arends          | 28   | Oranjestad              |
| Australia             | Lexie Brant            | 21   | Brisbane                |
| Bahamas               | Maliqué Maranda Bowe   | 24   | Gran Bahama             |
| Bélgica               | Karen Jansen           | 24   | Lommel                  |
| Belice                | Isabella Zabaneh       | 21   | Belmopán                |
| Birmania              | Myat Yadanar Soe       | 22   | Pyin U Lwin             |
| Bolivia               | Yessica Hausermann     | 24   | Magdalena               |
| Bonaire               | Nicole Peiliker-Visser | 41   | Kralendijk              |
| Brasil                | Gabriela Lacerda       | 22   | Teresina                |
| Bulgaria              | Gaby Guha              | 27   | Marsella                |
| Canadá                | Jaime VandenBerg       | 28   | Lethbridge              |
| Chile                 | María Ignacia Moll     | 28   | Vitacura                |
| China                 | Xuhe Hou               | 22   | Ciudad de Jilin         |
| Costa de Marfil       | Olivia Yacé            | 27   | Yamusukro               |
| Costa Rica            | Mahyla Roth            | 25   | Cahuita                 |
| Croacia               | Laura Gnjatović        | 23   | Zadar                   |
| Cuba                  | Lina Luaces            | 22   | Santiago de Cuba        |
| Curazao               | Camille Thomas         | 26   | Willemstad              |
| Ecuador               | Nadia Mejia            | 29   | Diamond Bar             |
| España                | Andrea Valero          | 28   | La Coruña               |
| Filipinas             | Ahtisa Manalo          | 27   | Candelaria              |
| Francia               | Eve Gilles             | 22   | Quaëdypre               |
| Gran Bretaña          | Danielle Latimer       | 36   | Barry                   |
| Guadalupe             | Ophély Mézino          | 26   | Morne-à-l'Eau           |
| Guatemala             | Raschel Paz            | 24   | Ciudad de Guatemala     |
| Guinea                | Tiguidanké Bérété      | 23   | Conakri                 |
| Honduras              | Alejandra Fuentes      | 31   | Departamento de Olancho |
| India                 | Manika Wishwakarma     | 22   | Sri Ganganagar          |
| Irak                  | Hanin Al Qoreishy      | 27   | Bagdad                  |
| Irán                  | Sahar Biniaz           | 41   | Teherán                 |
| Islandia              | Helena O'Connor        | 20   | Viðey                   |
| Islas Caimán          | Tahiti Seymour         | 22   | Bodden Town             |
| Islas Turcas y Caicos | Bereniece Dickenson    | 22   | Cayo Sal                |
| Israel                | Melanie Shiraz         | 26   | Cesarea                 |
| Jamaica               | Gabrielle Henry        | 29   | Kingston                |
| Japón                 | Kaori Hashimoto        | 21   | Utsunomiya              |
| Kazajistán            | Dana Almasova          | 20   | Kostanái                |
| Kirguistán            | Mary Kuvakova          | 19   | Biskek                  |
| Kosovo                | Dorea Shala            | 24   | Lincoln                 |
| Latina                | Yamilex Hernández      | 29   | Perth Amboy             |
| Líbano                | Sarah Leena Bou Jaoude | 20   | Jdeideh                 |
| Malta                 | Julia Ann Cluett       | 27   | Floriana                |
| Namibia               | Johanna Swartbooi      | 27   | Vaalgraas               |
| Nueva Zelanda         | Abbigail Sturgin       | 28   | Auckland                |
| Países Bajos          | Nathalie Mogbelzada    | 28   | Ámsterdam               |
| Palestina             | Nadeen Ayoub           | 30   | Ramala                  |
| Panamá                | Mirna Caballini        | 22   | Chiriquí                |
| Perú                  | Karla Bacigalupo       | 33   | Lima                    |
| Polonia               | Oliwia Mikulska        | 20   | Żary                    |
| Portugal              | Camila Vitorino        | 26   | Setúbal                 |
| Puerto Rico           | Zashely Alicea         | 25   | Dorado                  |
| República Checa       | Michaela Tomanová      | 27   | Praga                   |
| República Dominicana  | Jennifer Ventura       | 27   | Barahona                |
| Sri Lanka             | Lihasha Lindsay-White  | 27   | Colombo                 |
| Surinam               | Chiara Wijntuin        | 21   | Paramaribo              |
| Trinidad y Tobago     | Sihlé Letren           | 30   | Diamond Vale            |
| Ucrania               | Sofiya Tkachuk         | 25   | Rivne                   |
| Venezuela             | Stephany Abasali       | 25   | El Callao               |
| Zambia                | Kunda Mwamulima        | 29   | Kalulushi               |
| Zimbabue              | Lyshanda Moyas         | 26   | Gweru                   |

## Próximos concursos nacionales
| País/Territorio                      | Fecha                    |
| ------------------------------------ | ------------------------ |
| República Democrática del Congo      | 22 de agosto de 2025     |
| Guyana                               | 23 de agosto de 2025     |
| Tailandia                            | 23 de agosto de 2025     |
| Tanzania                             | 23 de agosto de 2025     |
| Islas Vírgenes Británicas            | 24 de agosto de 2025     |
| Botsuana                             | 30 de agosto de 2025     |
| Noruega                              | 30 de agosto de 2025     |
| Santa Lucía                          | 30 de agosto de 2025     |
| Italia                               | 31 de agosto de 2025     |
| Malasia                              | 31 de agosto de 2025     |
| Paraguay                             | 2 de septiembre de 2025  |
| Eslovenia                            | 3 de septiembre de 2025  |
| Nicaragua                            | 4 de septiembre de 2025  |
| Bielorrusia                          | 5 de septiembre de 2025  |
| Finlandia                            | 6 de septiembre de 2025  |
| Guinea Ecuatorial                    | 6 de septiembre de 2025  |
| Mauricio                             | 9 de septiembre de 2025  |
| Uruguay                              | 10 de septiembre de 2025 |
| Hungría                              | 13 de septiembre de 2025 |
| México                               | 13 de septiembre de 2025 |
| Turquía                              | 17 de septiembre de 2025 |
| Hong Kong                            | 20 de septiembre de 2025 |
| Corea del Sur                        | 22 de septiembre de 2025 |
| Suiza                                | 27 de septiembre de 2025 |
| Islas Vírgenes de los Estados Unidos | 28 de septiembre de 2025 |
| Moldavia                             | 29 de septiembre de 2025 |
| Dinamarca                            | Septiembre de 2025       |
| El Salvador                          | Septiembre de 2025       |
| Emiratos Árabes Unidos               | Septiembre de 2025       |
| Irlanda                              | Septiembre de 2025       |
| Laos                                 | Septiembre de 2025       |
| Nepal                                | Septiembre de 2025       |
| Estados Unidos                       | Octubre de 2025          |
| Rusia                                | Octubre de 2025          |
| Singapur                             | Octubre de 2025          |